# Pecluma sanctae-mariae
Pecluma sanctae-mariae är en stensöteväxtart som beskrevs av L. A. Triana. Pecluma sanctae-mariae ingår i släktet Pecluma och familjen Polypodiaceae. Inga underarter finns listade.